# Micile genii
Micile Genii este un desen animat difuzat pe Disney Channel în blocul de dimineața Playhouse Disney care a început cu un film direct, Our Big Huge Adventure (Aventura Noastră Mare Uriașă), lansat pe 23 august 2005. Este un serial pentru educarea preșcolarilor, făcut pentru televiziunea Douglas Wood care a creat personajele și conceptul. Serialul este produs de câștigătorul de premii Emmy, directorul Olexa Hewryk și Dora exploratoarea și de Curious Pictures, The Baby Einstein Company.
Micile Genii a fost creat pentru a învăța copii despre muzica marilor artiști, cât și multe picturi importante.

## Prezentare
Micile Genii prezintă patru copii (doi băieți și două fete) - Leo, June, Quincy și Annie care călătoresc cu nava sa în spațiu, aer, apă pe nume "Rocket",cu 4 viteze: Adagio, Moderato, Allegro și Presto. În fiecare episod ei merg într-o aventură, sau misiune ca să rezolve probleme, ori să ajute un nou prieten. Aceste misiuni îi duc în locații îndepărtate incluzând țări uitate și extreme, ca de exemplu Antarctica, în apă sau în afara pământului.

## Personaje principale

Leo, June, Quincy, Annie, Rocket

- Leo este un băiat de șase ani, conducătorul echipei Micile Genii, și unul dintre piloții lui Rocket. Primul lui talent este condusul și cel mai prețios lucru este batonul lui, niciodată nu pleacă fără el. El conduce vacile cu acel baton.
- June este cea mai strălucitoare fată de șase ani care adoră să danseze. Ea mai iubește să se uite la stele noaptea cu telescopul ei. Ea iubește arta și este văzută când desenează un asian.
- Quincy este un băiat de cinci ani care adoră să cânte la orice instrument, vioara,chitara și trompeta fiind unele din favoritele lui. Este singul membru al echipei care se teme de întuneric.
- Annie este o fată de cinci ani care adoră să cânte. Ea este sora mai mică a lui Leo și este singurul personaj care a pilotat Rocket-ul singură. Ea iubește animalele, dar îi este frică de păianjeni, ca restul echipei. Ea iubește delfinii, dar animalul ei favorit este calul. Ea are un microfon arginitiu cu note muzicale portocalii cu care a câștigat un concurs.

## Personaje minore
- Bigjet
- Micul șoricel, Cavalerul Bun și Joey cangurul
- Cei trei porcușori
- Melody, animalul muzical
- Cavalerul Rău
- Trenulețul Roșu

## Colecție de DVD-uri
| Our Big Huge Adventure           | 23 august 2005     |
| Team Up for Adventure            | Aprile 25, 2006    |
| Mission Celebration !            | 22 august 2006     |
| Legend of The Golden Pyramid     | Februarie 27, 2006 |
| Rocket's Firebird Rescue         | 21 august 2007     |
| Race for Space                   | Februarie 19, 2008 |
| Flight of the Instrument Fairies | 5 august 2008      |
| Christmas Wish                   | Octombrie 14, 2008 |
| Animal Expedition                | Iunie 2, 2009      |
| Go to Europe                     | 31 august 2009     |
| Go to Africa                     | October, 2009      |
| Fire Truck Rocket's Blastoff     | 7 octombrie 2009   |

## Cărți
- Farmer Annie's Garden (ISBN 0-7868-4970-3)
- Birthday Machine (ISBN 0-7868-4971-1)
- Australian Adventure  (ISBN 0-7868-4972-X)
- Galactic Goodnight (ISBN 0-7868-4973-8)
- Music of the Meadow  (ISBN 0-7868-5537-1)
- Butterfly Suits (ISBN 0-7868-5538-X)
- Disney's Little Einstein (ISBN 0-7868-5539-8)
- Disney's Little Einsteins  (ISBN 0-7868-5540-1)
- Disney's Little Einsteins Storybook and Viewer (ISBN 0-7944-1307-2)
- Halloween Surprise (ISBN 1-4231-0208-8)
- The Firebird (ISBN 1-4231-0209-6)
- Christmas Wish  (ISBN 1-4231-0210-X)
- Pirate's Treasure (ISBN 1-4231-0211-8)
- June's New Shoes  (ISBN 1-4231-0213-4)
- Annie's Solo Mission (ISBN 1-4231-0214-2)
- Leo's Baton (ISBN 1-4231-0215-0)
- Quincy's Dream  (ISBN 1-4231-0216-9)
- Oh Yes, Oh Yes, It's Springtime (ISBN 1-4231-1002-1)
- Explore with the Little Einsteins  (ISBN 1-59069-563-1)
- Watch Me Draw Disney's Little Einsteins Amazing Missions (ISBN 1-60058-033-5)